# Christoph von Zach

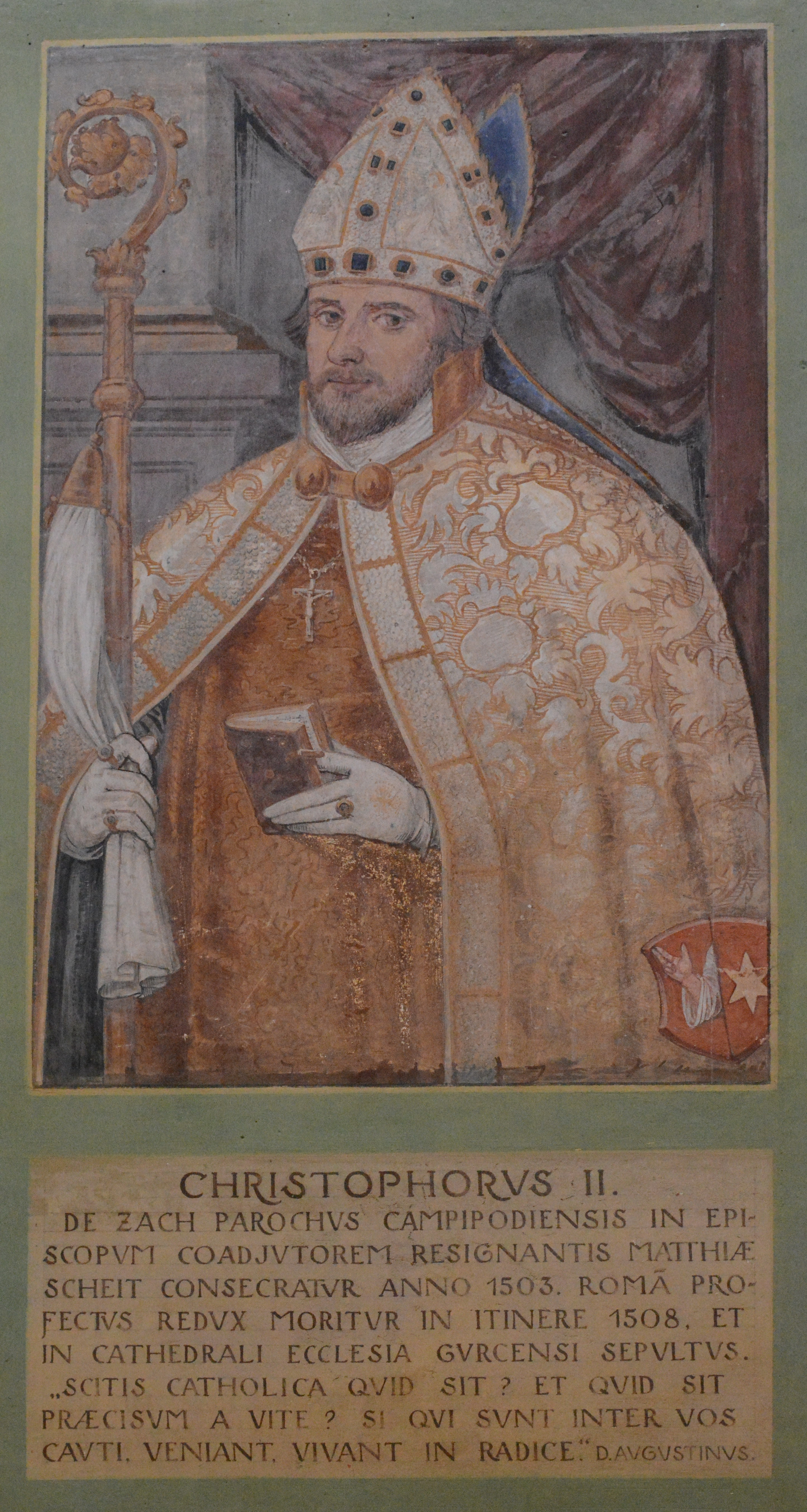
Halbfigurenportrait Bischof Christoph II. von Zach, Basilika Seckau, Bischofskapelle (Darstellung um 1595)

Christoph von Zach (* 1474 in Kammern im Liesingtal; † 27. September 1508 in Arnoldstein) war als Christoph II. Bischof von Seckau.
Christoph von Zach wurde im steirischen Liesingtal geboren. Sein Vater war in Kammern landesfürstlicher Pfleger, sein Bruder Andreas heiratete in die Familie von Bischof Christoph von Trautmannsdorf ein und war Hofmeister des Seckauer Bischofs Matthias Scheit. 
Durch Vater und Bruder kam Christoph von Zach früh in Kontakt mit dem Kaiserhof und Bischof Scheit. 1492 studierte er in Basel und war ab 1493 Kleriker in Salzburg und erhielt die Pfarre Passail. 1494 bis 1501 studierte er in Wien Kirchenrecht und promovierte zum Doktor. 1495 erhielt er nach der Resignation Bischof Scheits die frei gewordene Kaplanei in Basel, 1498 zusätzlich vom Papst Pfründen der Stifte Admont und St. Lambrecht und wurde 1499 zum Vikar ernannt.   
Am 29. Juli 1502 musste Scheit auf sein Bistum resignieren, da der römisch-deutsche König und spätere Kaiser Maximilian I. Zach als Nachfolger durchsetzen wollte. Zach wurde zum Diakon und Priester geweiht und wurde am 31. Dezember 1503 (= 1502) in Rom in der Hospitalkirche des Collegio Teutonico di Santa Maria dell’Anima zum Bischof geweiht. Die Rechte der Salzburger Erzbischofs wurden bei der Bischofsernennung übergangen. 
Scheit durfte seinen Titel und seine Einkünfte jedoch behalten und ihm oblag die geistliche und weltliche Verwaltung des Bistums, zudem erhielt er das Nachfolgerecht zugesprochen. Zach konnte also nur unter ihm tätig werden. 1508 reiste Zach zur Vertretung seiner Interessen nach Rom. Als er zurückkehrte, befiel ihn in Thörl bei Arnoldstein eine Krankheit und er verstarb. Er wurde auf eigenen Wunsch im Dom zu Gurk beigesetzt.